# インデシット
インデシット（Indesit Company）は、かつてイタリアに本社があった家電メーカー。

## 概要
1974年、メルローニ・ エレットロドメスティチとして創業。欧州や新興国を中心に冷蔵庫などの白物家電を販売し急成長を遂げた。 
2014年、世界的規模で事業拡大を目指していた同業のワールプール・コーポレーションにより買収された。
2017年、ロンドン市内で高層住宅火災が発生（グレンフェル・タワー火災）。後日、火災の火元は、かつてインデシットが製造していた冷凍冷蔵庫（ブランド名ホットポイント）であることが特定されたことから、イギリス政府は所有者に対して詳細について連絡を取るため届出るよう呼び掛けた。